# (33650) 1999 JF84
1999 JF84 (asteroide 33650) é um asteroide da cintura principal. Possui uma excentricidade de 0.14591980 e uma inclinação de 15.87039º.
Este asteroide foi descoberto no dia 12 de maio de 1999 por LINEAR em Socorro.